# Bahnhof München Olympiastadion
Bahnhof München Olympiastadion   egy bezárt S-Bahn vasútállomás Németországban, Münchenben. Az 1972. évi nyári olimpiai játékok alkalmával nyitották meg, hogy az olimpia helyszíne könnyen megközelíthető legyen.

## Vasútvonalak
Az állomást az alábbi vasútvonalak érintik:
- Münchner Nordring

## Képek

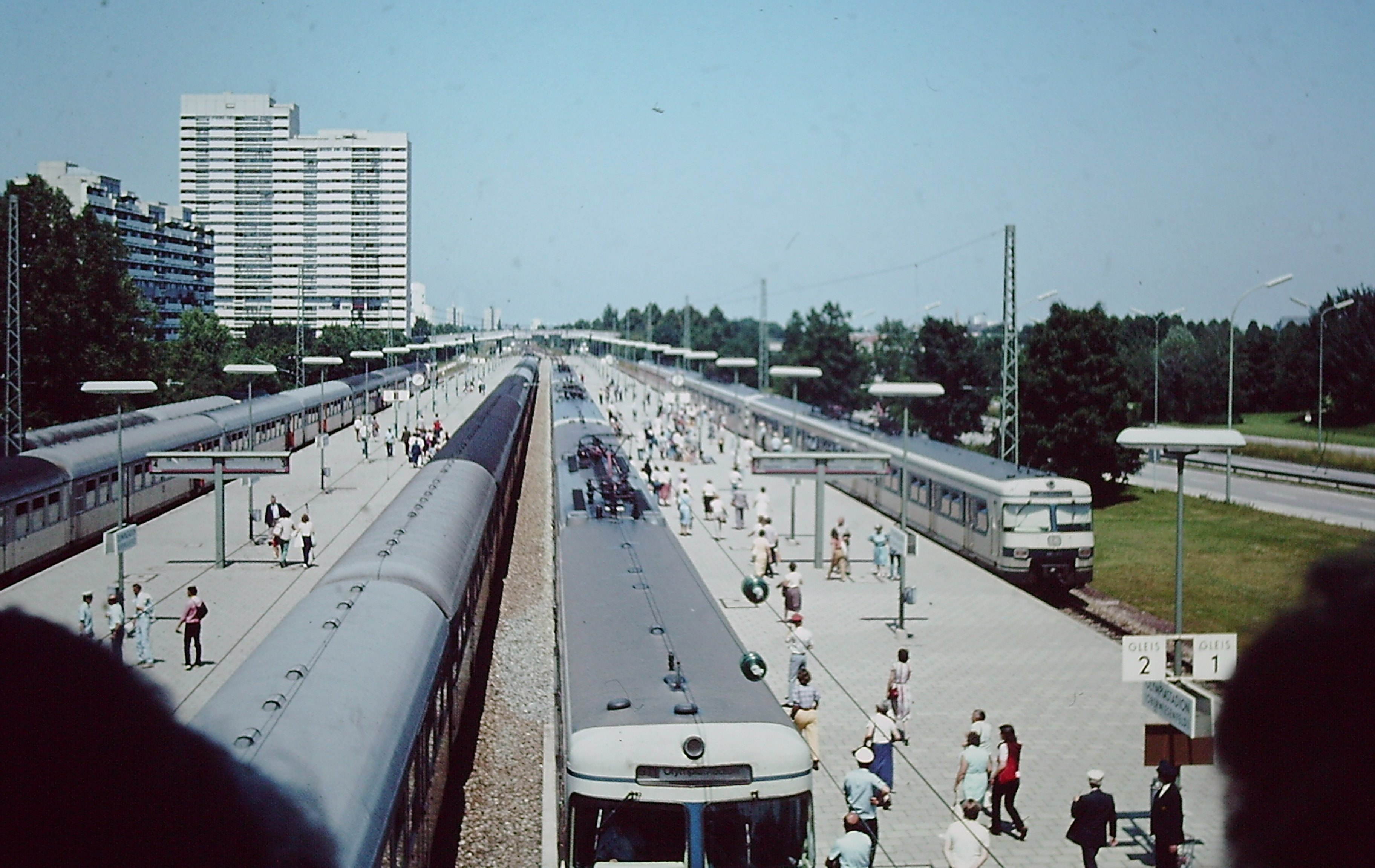
Az állomás 1984-ben
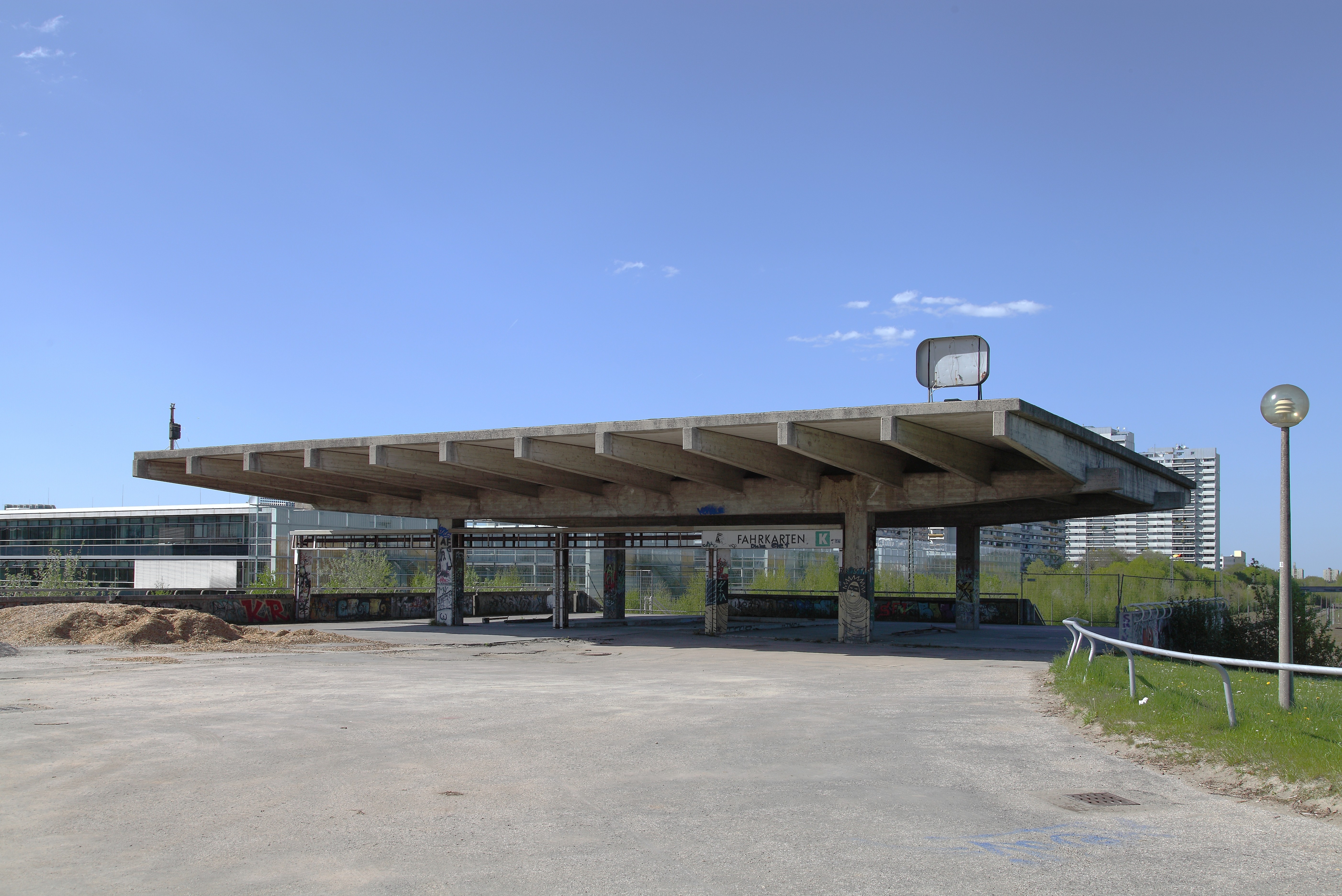
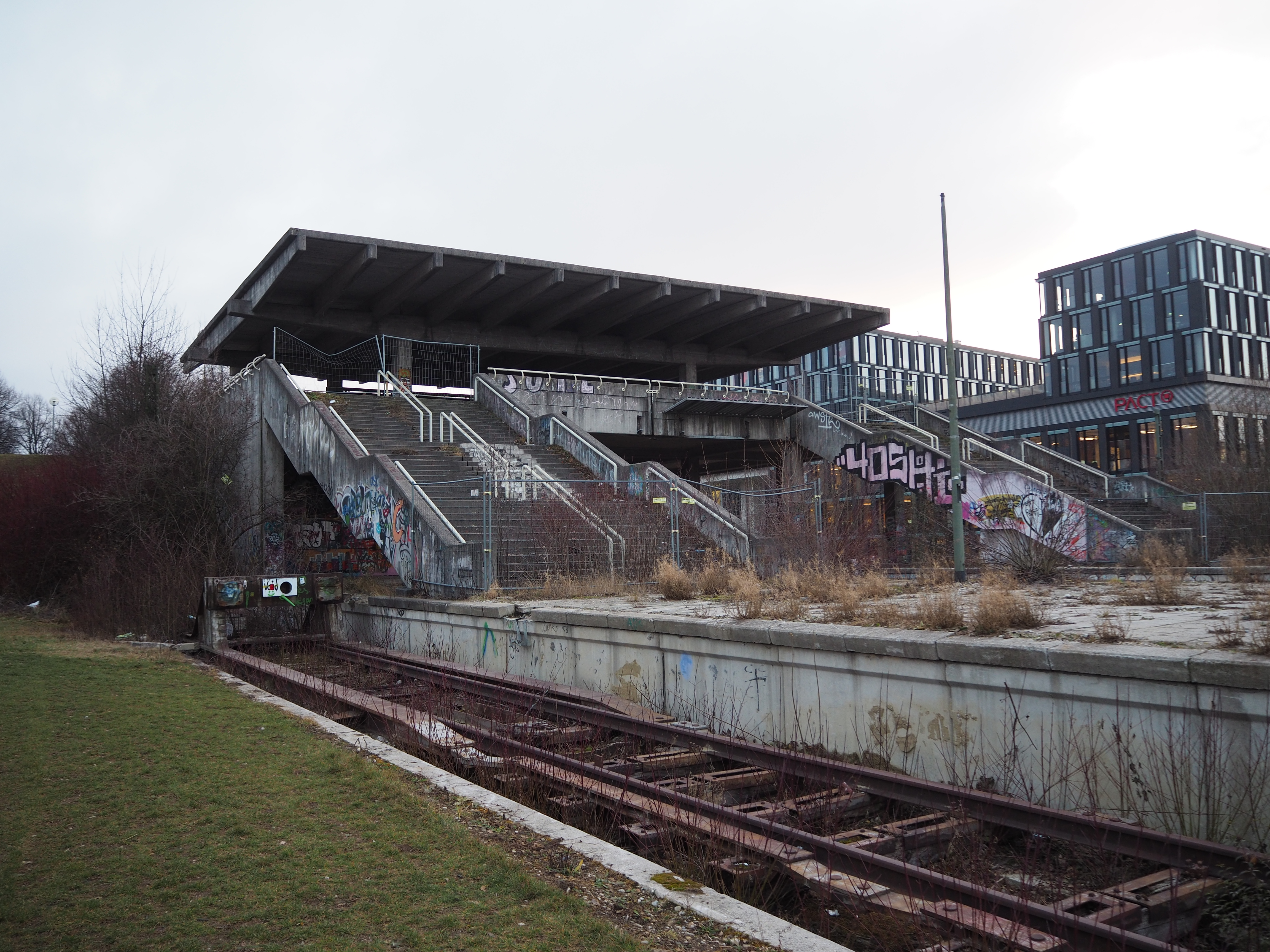